# شيخ (قيلاب)
شیخ (بالفارسية: شیخ) هي قرية تقع في قسم قيلاب الريفي، بمقاطعة أنديمشك التابعة لمحافظة خوزستان، إيران.